# Heterothera taigana subsp. ishizukai
Heterothera taigana subsp. ishizukai là một phân loài bướm đêm trong họ Geometridae.